# رائحة القرفة (رواية)
رائحة القرفة رواية للكاتبة السورية - سمر يزبك صدرت عن دار الآداب في بيروت تدور حول علاقة مثلية بين سيدة وخادمتها الصغيرة.
الاسم الذي حصلت عليه رواية رائحة القرفة، كونها رواية تتحدث عن العلاقات المثلية هو ظلم لحق بها، فالرواية عبارة عن حكاية طفلة يقوم اهلها ببيعها إلى سيدة دمشقية ، حيث تقوم بمساحقتها، ليطل القارئ على عالم الطفلة المدقع الفقر وليعري زيف العلاقات الإنسانية , وبذلك تتطرق الرواية لموضوع هام وتناقشة من مختلف جوانبه الإنسانية والاجتماعية .